# Убийство Татьяны Страховой

Татьяна Страхова

Убийство Татьяны Страховой произошло в ночь с 21 на 22 января 2018 года в Басманном районе Москвы. 19-летний студент МГТУ имени Н. Э. Баумана Артём Исхаков задушил свою соседку — 19-летнюю студентку Высшей школы экономики, с которой ранее состоял в близких отношениях, а затем нанёс ей ряд ножевых ранений. Умирающую Страхову убийца, согласно собственному признанию, изнасиловал, а уже после смерти девушки несколько раз вступил в половую связь с её трупом. После совершения убийства Исхаков покончил с собой, предварительно оставив предсмертную записку с подробным описанием произошедшего на своей странице в социальной сети «ВКонтакте». Тела Страховой и Исхакова были обнаружены сотрудниками правоохранительных органов в ночь с 22 на 23 января в квартире дома № 3 по улице Казакова. По факту произошедшего Главным следственным управлением Следственного комитета Российской Федерации по городу Москве было возбуждено уголовное дело.
Убийство вызвало широкий общественный резонанс и стало одним из ряда громких преступлений, совершённых молодыми людьми на территории России в январе 2018 года. Ряд средств массовой информации и интернет-пользователей осудил погибшую девушку из-за её образа жизни, внешнего вида и «провокационного поведения». Ответом на виктимблейминг убитой стал интернет-флешмоб #этонеповодубить, призванный обратить внимание на недопустимость насилия и его оправдания. На фоне резонанса вокруг преступления произошёл распад группы «Мы», песню которой Артём Исхаков упомянул в своём предсмертном послании, назвав «призывом к действию».

## Предыстория
19-летняя Татьяна Страхова к моменту событий января 2018 года являлась студенткой третьего курса факультета коммуникаций, медиа и дизайна Национального исследовательского университета «Высшая школа экономики». В средней школе после девятого класса девушка училась экстерном, а затем поступила в вуз; в интервью изданию Lenta.ru одна из одноклассниц описала Страхову как умную, очень социальную, добрую и даже альтруистичную девушку. По некоторым данным, Татьяна состояла в зарегистрированном браке, но с мужем не жила.
В свободное время Страхова посещала рейвы и различные концерты, часто отдыхала в Санкт-Петербурге. Ряд средств массовой информации относил Страхову к субкультуре «винишко-тян», представительниц которой издание «Сноб» характеризовало следующим образом: «Девушка с короткими (не ниже плеч) волосами, обесцвеченными или выкрашенными в яркие цвета. Носит очки с большими стёклами, часто без диоптрий, футболки с загадочными надписями, джинсы с завышенной талией, винтажные платья, может рассуждать о серьёзной философской литературе, не чужда эстетики декаданса, пьёт доступное вино».
С Артёмом Исхаковым, которому также по состоянию на январь 2018 года было 19 лет, Татьяна познакомилась примерно за два года до убийства. Молодой человек учился в Московском государственном техническом университете имени Н. Э. Баумана на факультете информатики и систем управления, параллельно работая программистом. Однокурсник Исхакова рассказывал изданию Meduza, что Артём хорошо учился и всерьёз увлекался программированием на Java, однако в последний год начал часто употреблять алкоголь и лёгкие наркотики. Одногруппники молодого человека описывали его как «хорошего и доброго парня», серьёзно увлекавшегося музыкой и хорошо знавшего, «что чувствуют другие люди». «Известия» приводили слова друга Исхакова, характеризовавшего Артёма как не вполне сформировавшуюся личность и отмечавшего, что тот «слишком рано начал жить самостоятельной жизнью».
Некоторое время Страхова и Исхаков состояли в отношениях. Найдя работу, Артём принял решение съехать от родителей; вместе с Татьяной они поселились в съёмной квартире в доме № 3 по улице Казакова (Басманный район Москвы), оплачивая жильё в складчину. Впоследствии молодые люди расстались, но продолжали жить вместе. Общий знакомый Татьяны и Артёма рассказывал изданию Meduza, что в течение двух лет молодые люди «то сходились, то расходились».
Несмотря на расставание, Артём продолжал, по словам его друга, «очень сильно любить» Татьяну, но при этом знакомился с другими девушками в приложении Tinder и ходил с ними на свидания. Meduza приводила свидетельства того, что Исхаков и Страхова постоянно ссорились: хотя конфликты начинались из-за «бытовых мелочей», настоящей их причиной являлось «демонстративное безразличие Тани к Артёму». В течение последних нескольких месяцев, предшествовавших убийству, взаимоотношения молодых людей значительно ухудшились: Артём подозревал Татьяну в желании завести роман с его другом — Дмитрием, а также писал друзьям, что застал Татьяну и Дмитрия целующимися. Сложившаяся ситуация и ссоры привели к тому, что Страхова предложила Исхакову перестать жить вместе; тем не менее, Артём и Татьяна так и не разъехались. На фоне непростых отношений со Страховой у Исхакова появились проблемы с психикой, он перестал посещать университет (к моменту январских событий 2018 года Артём Исхаков учился на третьем курсе); по словам друга Артёма, молодой человек обращался к психотерапевтам и принимал антидепрессанты.
С первых чисел января 2018 года Исхаков начал обдумывать убийство соседки и, по собственным словам, «красочно в голове представлял, как это происходит». «Мне надоело слушать её объяснения на тему того, почему она против того, чтоб пить со мной, и видеть, как она пытается подкатывать к моему другу, как они классно общаются, и осознавать, что я слишком не такой, чтоб у нас с ней были хоть сколько-то похожие отношения», — впоследствии писал Артём в своём предсмертном послании, объясняя свои мотивы.

## Ход событий

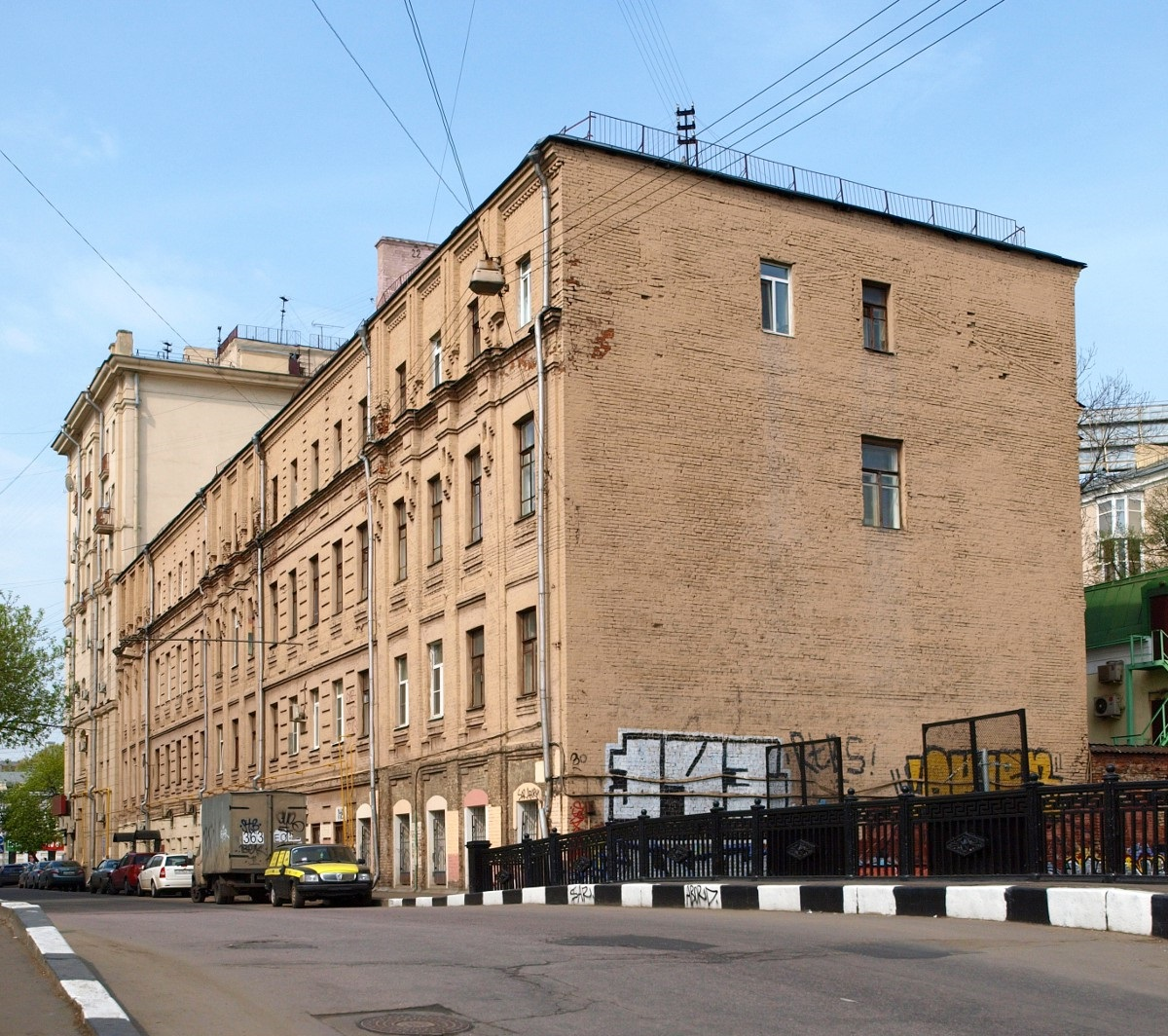
Дом № 3 по улице Казакова в Москве

Артём Исхаков убил Татьяну Страхову в ночь с 21 на 22 января 2018 года; впоследствии он подробно описал произошедшее в своём предсмертном послании под названием «Моя последняя паста», размещённом в социальной сети «ВКонтакте». Девушка поздно вернулась домой, Исхаков в это время ожидал её на кухне квартиры. Когда Татьяна направилась в свою комнату, Артём напал на неё, несколько раз ударив кулаком в лицо. Девушка, у которой после ударов изо рта пошла кровь, просила Исхакова уйти, но нападавший, по собственным словам, не ушёл и начал душить жертву.
Вследствие удушения Страхова потеряла сознание, однако её сердце продолжало биться. С телом ещё живой девушки Исхаков вступил в половой акт. «Закончив свои дела, я понял, что сердце <…> все ещё бьётся. Потом я подержал руки на шее ещё — ноль эффекта. Тогда я взял нож и перерезал ей горло. Не знаю, насколько качественно я это сделал, но крови было прилично», — описывал молодой человек произошедшее. Сердце Татьяны всё ещё продолжало биться, поэтому Артём нанёс ей ещё два ножевых ранения, на этот раз между рёбер, а затем вновь совершил половой акт с телом.
После совершения убийства Исхаков приступил к написанию предсмертной записки, в процессе составления которой неоднократно отвлекался на сон и приём пищи. «Он также признался, что пьян, но не уточнил, выпил до или после нападения», — отмечало издание TJ. Чтобы не видеть крови и не слышать «странные звуки, которые продолжало издавать» тело Страховой, убийца затолкал в рот девушки колготки. В предсмертном послании Артём не только подробно описал убийство, но и уделил внимание своим эмоциям, возникшим в связи с его совершением («Убить человека очень легко, а осознать это — нет. Зато теперь можно будет проверить, есть ли жизнь после смерти. Очень сильно хочется лечь спать и понять, что со мной будет после всех этих событий», «Люди на удивление живучи»). Кроме того, Исхаков высказал намерение покончить с собой, обосновав его тем, что вряд ли сможет «откосить от тюрьмы».
Записка Исхакова, помимо прочего, содержала ряд прощальных обращений к друзьям и знакомым, некоторых из которых он осудил, а некоторым пожелал удачи. Обратился убийца к своему лечащему врачу, отцу и матери, а также к родителям Татьяны, у которых попросил прощения за то, что отобрал единственного ребёнка, подчеркнув при этом, что «такое простить нельзя». Обращаясь к своим родителям, Исхаков указал, что был для них сплошным разочарованием: «Я был наркоманом, постоянно врал вам и не любил вас, практически ненавидел, хоть вы и делали мне только хорошее. Но такова жизнь и такой уж я человек. Вы воспитывали меня хорошим человеком, но я где-то по жизни свернул не туда. Не вините себя, пожалуйста». Записка заканчивалась словами «ещё раз простите меня за всё, и никому не стоит винить себя и думать, что вы недоглядели, или что-то такое, никто бы не подумал, я уверен, что я на такое способен», а также указанием точного адреса места совершения преступлений и паролей устройств Исхакова и ноутбука Страховой.
Закончив записку и загрузив её на свою страницу в социальной сети «ВКонтакте», Артём Исхаков покончил с собой путём повешения. Запись с текстом послания Исхакова была опубликована 22 января в 18:53 по московскому времени; в течение нескольких часов на неё никто не обращал внимания. Спустя три часа после публикации записки один из друзей Артёма, будучи обеспокоен прочитанным, отправился в квартиру Исхакова и Страховой на улице Казакова, где никто не открыл ему дверь. Приехавшие по вызову друга Исхакова экстренные службы вскрыли квартиру и обнаружили там два тела с признаками насильственной смерти.
23 января 2018 года следственными органами Главного следственного управления Следственного комитета Российской Федерации по городу Москве по факту произошедшего было возбуждено уголовное дело: в произошедшем следователями были усмотрены признаки преступления, предусмотренного частью 1 статьи 105 Уголовного кодекса Российской Федерации (убийство). В рамках расследования был проведён комплекс следственных действий, направленный на установление всех обстоятельств преступления, а также назначен ряд судебно-медицинских экспертиз. Согласно сообщению «ТАСС», аккаунт Артёма Исхакова «ВКонтакте» был «оперативно заблокирован».

## Общественный резонанс

### Реакция общественности и СМИ. Виктимблейминг погибшей
Убийство Татьяны Страховой вызвало широкий общественный резонанс и стало одним из нескольких резонансных преступлений, совершённых молодыми людьми в январе 2018 года на территории России: 15 января в пермской средней школе № 127 двое подростков с ножами напали на учеников и одного из преподавателей учебного заведения. 19 января аналогичное нападение произошло в Улан-Удэ: ученик девятого класса школы № 5 посёлка Сосновый Бор, вооружённый топором и коктейлями Молотова, которые ему помогли изготовить два несовершеннолетних сообщника, поджёг класс и напал на учительницу. «Все три случая послужили поводом для широкого обсуждения, хайпа (нарочитой шумихи, ажиотажа) и веселья. Но если в случае инцидентов в пермской и улан-удинской школах это не особо резануло (видимо, потому, что жертвы выжили), то огромное количество глумливых шуток по поводу погибшей Татьяны Страховой возмутило многих. Несколько СМИ привели эти комментарии в своих материалах и телесюжетах, не скрывая и ники авторов», — отмечал публицист, заместитель главного редактора журнала «Русский репортёр» Артём Костюковский.
Как отмечалось в материале «Русской службы Би-би-си», в течение двух суток после убийства интернет-пользователи, а также СМИ пытались «выискать какие-то „недостатки“» в поведении убитой, очень многие обвиняли Татьяну Страхову в «распутстве» и «доведении» Артёма Исхакова до убийства, оправдывали преступление ревностью. Например, изданием «Дни.ру» был опубликован текст под заголовком «Почему убитая и изнасилованная студентка ВШЭ была потенциальной жертвой»; автор публикации ставил в вину Татьяне Страховой «провокационные» фото в нижнем белье или с бутылкой вина в Instagram, подчёркивая, что «Таня Страхова оказалась не столь невинной, как могло показаться на первый взгляд». Фотографии обнажённой Страховой, а также её трупа были выложены на имиджборде «Двач» и в различных Telegram-каналах. «После демонстрации интимных снимков статус убитой как аморальной блудницы укрепился, и в полку сторонников Исхакова вновь прибыло», — писала журналистка, заместитель главного редактора издания Lenta.ru Светлана Поворазнюк. Артём Костюковский отмечал большое количество негативных комментариев, оставленных интернет-пользователями в Instagram-профиле погибшей: «„Чмок в холодный лобик“, „Тань, когда новая фотка?“, „Столько денег спустила на татухи — и смысл?“ Комментариев, подобных этим, в инстаграме жертвы жестокого убийства Татьяны Страховой сотни».
По словам исследовательницы из Московского педагогического государственного университета Э. Н. Жирновой, произошедшее разделило интернет-сообщество на две части: «Одни пользователи жалели девушку и сочувствовали её близким, другие же поддерживали Артёма комментариями из серии „Не путайте убийство человека с убийством женщины“ и осуждали погибшую, обвиняя её в легкодоступности из-за откровенных фотографий».

### Реакция на виктимблейминг. Флешмоб #этонеповодубить
Виктимблейминг, проявленный СМИ и интернет-пользователями по отношению к убитой, вызвал ответную реакцию в виде интернет-флешмоба #этонеповодубить. Акцию запустила активистка и блогер Анастасия 2day4night; «Я буду рада, если вы меня поддержите в постах и стори. Огласка — это хороший шаг в формировании информационного поля и развитии общества. Потому что у нас у всех под одеждой прячется тело, некоторые люди могут его демонстрировать, но #этонеповодубить человека», — обратилась девушка к своей аудитории. Под хештегом пользователи (в основном женского пола) в социальных сетях размещали свои обнажённые фотографии, кадры с сигаретами и алкоголем, а также развёрнутые мнения, посвящённые вопросам агрессии и нетерпимости по отношению к девушкам, и комментарии к материалам СМИ об убийстве Страховой и других подобных преступлениях. Согласно оценкам Н. Э. Жирновой, флешмоб поддержали более пяти тысяч интернет-пользователей.
«Русская служба Би-би-си» указывала, что в рамках флешмоба «кто-то писал посты в соцсетях в поддержку убитой Тани, а кто-то — совмещал их со своими обнажёнными снимками с целью показать, что нагота в соцсетях не равноценна согласию на секс и не должна давать повод для харассмента и насилия». По словам руководителя проекта «Насилию.net» Анны Ривиной, цель флешмоба #этонеповодубить — «дать понять, что всегда виноват агрессор, насильник, тот человек, который покушается на чужую свободу». «Тот ужас, который приходится читать, даже не в комментариях, а в средствах массовой информации после чудовищного убийства Татьяны Страховой, демонстрирует, как некоторые наши сограждане относятся к человеческой жизни и, в частности, к жизни женщины. Это они культивируют насилие в нашем обществе», — подчёркивала она в интервью «Новой газете». «Суть флешмоба заключалась в прекращении культа и культуры оправданного насилия, в формировании у аудитории понятия о том, что женщина — это человек с такими же правами, как у мужчины, и оправдывать убийцу из-за того, что жертва была красивой, неправильно, антисоциально и аморально», — резюмировала Н. Э. Жирнова.
Проведение флешмоба, по мнению Жирновой, не улучшило ситуацию: проявляемый в социальных сетях и обществе в целом уровень негатива лишь возрос, а объектами нападок и оскорблений стали уже сами активистки, которые, как и погибшая Татьяна Страхова, были обвинены в легкодоступности, а также в лжефеминизме. «В комментариях к материалам и к постам девушек стали писать негативные сообщения, а сами блогеры пытались донести до общества, что они вовсе не защищают убитую девушку — ей, к сожалению, они уже помочь не могут, а вот донести до аудитории, что откровенные фотографии не оправдывают преступников, в их силах», — описывала сложившуюся ситуацию исследовательница.
Писатель Александр Пелевин посвятил борьбе с обвинениями и травлей жертвы программную колонку в своём издании «Луна». «Это даже не про этику и мораль, не про идеологию феминизма, это банальная логика. Небо синее, трава зелёная, убийца убивает. Этой логикой почему-то любят пренебрегать. А зря. Если вы не на стороне убийцы, не на стороне насильника и не на стороне грабителя, никаких „сама виновата“ и быть не может», — отмечал он. Активистка и писательница Дарья Серенко осудила происходящее в публикации «Что значит быть девушкой в 2018 году». Издание «Афиша Daily» посвятило флешмобу материал, объединивший истории различных его участников; в заключительной части материала журналистка Дарья Благова, отсылая к истории Дианы Шурыгиной, напомнила, что публичная травля жертвы насилия в России происходит не впервые.

### Резонанс вокруг песни «Возможно» группы «Мы»
В предсмертной записке Артёма Исхакова была упомянута песня «Возможно» группы «Мы», выпущенная в 2017 году и ставшая одним из главных инди-поп-хитов года. Содержащую в припеве слова «прости, мне придётся убить тебя, ведь только так я буду знать точно, что между нами ничего и никогда уже не будет возможно» композицию, по словам убийцы, после нескольких прослушиваний «воспринимаешь как призыв к действию». После того, как произошедшее получило достаточную огласку, коллектив столкнулся с негативной общественной реакцией: музыкантов обвинили в том, что их творчество способно спровоцировать преступника на насилие; на платформе YouTube, а также в социальных сетях Instagram и «ВКонтакте» пользователи оставляли оскорбительные комментарии, адресованные участникам группы; на сайте Change.org была создана петиция с требованием запретить песню «Возможно». Участник дуэта Даниил Шайхинуров призвал не связывать творчество «Мы» с убийством Татьяны Страховой: «Нужно с пониманием отнестись к такой записке, к состоянию, в котором находился этот человек». Также музыкант разместил в своём Instagram-профиле скриншот петиции о запрете песни, сопровождаемый комментарием «Запретить ноты, запретить книги и фильмы».
Спустя несколько дней после убийства, 26 января 2018 года группа «Мы» объявила о закрытии проекта. Участница дуэта Ева Краузе опровергла, что причиной распада группы стала история с убийством Татьяны Страховой и предсмертной запиской Артёма Исхакова, и заявила, что произошедшее стало результатом творческих разногласий. Даниил Шайхинуров в интервью телеканалу Дождь сообщил, что объявления о распаде группы стало для него сюрпризом: ранее, по словам музыканта, Краузе уже намеревалась прекратить участие в группе из-за конфликта вокруг песни «Звёзды», однако тогда её удалось уговорить остаться. В декабре того же года Ева Краузе вновь заявила, что группа «Мы» прекращает существование; тем не менее, Шайхинуров подчеркнул, что «„Мы“ продолжит существование без Евы».